# Eardwulf northumbriai király
Eardwulf, más írásmóddal Eardulf (angolszászul: EARDVVLF NORÞANHYMBRA CYNING), (745 k. – 833 k.) Northumbria királya 796-tól 806-ig, és 808-tól 810-ig. Jó kapcsolatot ápolt Nagy Károly frank császárral.
Eardwulf édesapja (ugyancsak Eardwulf, megh. 774?) nemes ember, Eadwulf király (ur.: 704–705) unokája, családjáról többet nemigen tudunk. Osbald király leváltása után lett az uralkodó. 798-ban a Billington Moori csatában egy Wada nevű nemes ellen harcolt, aki egyike volt azoknak, akik megölték I. Æthelred királyt (aki ugyancsak Eardwulf ellensége volt). Wada vereséget szenvedett és száműzetésbe vonult. 801-ben Eardwulf a merciai Cœnwulf ellen vezetett hadsereget, talán azért, mert az Alhred király fiát, Ealhmundot támogatta Eardwulf ellenében. 806-ban a királyt ismeretlen okokból leváltották. Nagy Károly és III. Leó pápa levelei arra utalnak, hogy Cœnwulfnak része volt Eardwulf megbuktatásában. A volt király száműzetésbe vonult, meglátogatta Rómát, majd Nagy Károly udvarát, de a frank források szerint 808-ban visszakapta Northumbriát. 810-ben valószínűleg lemondott fia, Eanred javára. Halálának időpontja kérdéses. Talán a Brendon on the Hill-i merciai királyi kolostorban temették el, ugyanis az ott nyugvó Szent Hardulfot (Hardulfus rex) Eardwulffal azonosítja több történész is. Egyébként Hardulf ünnepe augusztus 21., talán Eardwulf halálának napja?

## Házassága
Eardwulf felesége nem ismert, valószínűleg, még azelőtt házasodott meg, hogy király lett. Alcuin szemére veti a koronázása után a királynak, hogy elhagyta feleségét egy ágyasért. Feleségétől egy gyermeket ismerünk:
- Eanredet (? – 841)